# Pott (mått)
Pott var ett inofficiellt mått på s.k. våta varor som i äldre tid användes i södra och sydvästra Sverige, med
- 1 pott = 1/3 kanna = 0,87 l

Även i Danmark och Norge var pott (da. och no. pot) namnet på ett rymdmått som användes i äldre tid, med
- 1 pott = 0,9661 l